# Pterocactus
 (février 2011).
Si vous disposez d'ouvrages ou d'articles de référence ou si vous connaissez des sites web de qualité traitant du thème abordé ici, merci de compléter l'article en donnant les références utiles à sa vérifiabilité et en les liant à la section « Notes et références ».
Genre
Pterocactus (du grec ancien « aile » en référence à la forme des pétales en soucoupe et aux graines qui se trouvent à l'intérieur) est un genre de la famille des cactus comprenant neuf espèces. 
Toutes les Pterocactus ont des racines tubéreuses et sont endémiques du sud et de l'ouest de l'Argentine.

## Liste des espèces
Selon ITIS (5 juillet 2016)
- Pterocactus araucanus A. Cast.
- Pterocactus australis (F.A.C. Weber) Backeb.
- Pterocactus fischeri Britton & Rose
- Pterocactus gonjianii R. Kiesling
- Pterocactus hickenii Britton & Rose
- Pterocactus megliolii R. Kiesling
- Pterocactus reticulatus R. Kiesling
- Pterocactus tuberosus (Pfeiff.) Britton & Rose
- Pterocactus valentinii Speg.

Selon [réf. nécessaire]
- Pterocactus australis
- Pterocactus decipiens
- Pterocactus gonjianii
- Pterocactus hickenii
- Pterocactus kuntzei
- Pterocactus megliolii
- Pterocactus reticulatus
- Pterocactus tuberosus
- Pterocactus valentinii